# 迷你美國牧羊犬
迷你美國牧羊犬（英語：Miniature American Shepherd，縮寫MAS），是一種小型牧羊犬。該品種聰明而且順從，經常被訓練從事各種犬類運動，例如放牧比賽、犬障礙賽、服從比賽、犬類自由舞蹈賽、飛球比賽等。
迷你美國牧羊犬和小型澳洲牧羊犬相似。儘管身形嬌小，但他們是聰明、自發性的工作犬，以及對馬有親和力的忠誠且活潑的伴侶犬。

## 健康
他們的預期壽命為17-18歲。已知在此犬種基因庫中存在幾種慢性疾病和有害的遺傳性症狀，包括漸進性視網膜萎縮（PRA-prcd）、遺傳性白內障、虹膜缺損、小眼球症、多重抗藥性基因（MDR1）、髖關節發育不良和退化性脊髓病。

## 外表
美國牧羊犬是一種小型犬，其繁殖標準規定雄性的身高為14-18英寸（36-46公分），雌性的身高為13-17英寸（33-43公分）。身體結構蘊含力量，但不笨重，頭部和頸部的輪廓與身體成比例。尾巴可以是天然短尾，也可以為不超過三英寸的長度。
被毛的長度中等，可以是直的或波浪形的，在腿的後部有中等的羽狀毛。雄性和雌性的鬃毛都傾向柔軟，儘管雄性通常比雌性更為明顯。底層毛根據狗所處的氣候而異。
該品種中公認的毛色為黑色，藍大理石，紅大理石和紅色（豬肝色）。沒有指定數量的大理石花紋，斑塊或斑點。眼睛和臉部以及腳，腿，胸部，口鼻，頸部和身體下方，尾巴下方和耳朵下方的任何位置都允許長棕褐色毛。白色圖案是允許的，但僅限於吻部，臉頰，頭頂，頭部火焰狀記號，頸部的部分或完整項圈以及飛節的腹部，胸部，前腿和後腿。白毛不應覆蓋超過25％的耳朵，在上述許可區域之外的白毛花紋可能會使犬失去比賽資格。

## 特色
美國牧羊犬被描述為一個聰明的工作犬種，具有強烈的放牧和看守羊群的本能。它易於培訓，熱情且執著地致力於其工作，並且具有保護性、忠於其家庭。美國牧羊犬既不害羞也不好鬥。根據AKC，任何侵略性行為都為取消參賽資格的特徵。

## 歷史
美國牧羊犬於1960年代後期在加利福尼亞州繁殖出的小型、未被認可的狗，當時被認為是澳洲牧羊犬。這些狗的繁殖目的是保持它們的小尺寸，活躍的性格和智力。
該品種於1983年首次在國家種犬登記處註冊，最初被稱為迷你澳洲牧羊犬。到1990年代初，該品種已在全國範圍內普及。當這些小狗在各種稀有組織中註冊並展示後，一些俱樂部推廣了這些小狗。第一個種犬品種俱樂部和登記處MASCUSA成立於1990年，並於1993年註冊成立。該品種於2011年5月作為迷你美國牧羊犬進入AKC基金會畜牧犬服務。美國迷你美國牧羊犬俱樂部（MASCUSA）被指定為美國畜犬協會的國家家長俱樂部。在英國，MASCUSA的官方子俱樂部稱為UKMASC。UKMASC成立於2011年，儘管該品種尚未得到英國畜犬協會(UK Kennel Club)的認可，
該品種已被用於放牧較小的畜群，例如綿羊和山羊，儘管它們也有能力應對較大的種群。他們的身材短小備受青睞，因為它們很容易成為家庭寵物。由於他們的才智，忠誠度和尺寸使其成為出色的旅行伴侶，因此在馬術表演者中特別受歡迎。這樣，他們的知名度遍布全國。如今，迷你美國牧羊犬已在美國和國際上豎立名號。這是一種具有獨特身份的犬種，既引人注目，又是多才多藝的小型牧羊犬，在家中或城市中都一樣。
迷你美國牧羊犬如今是一種被指定為美國畜犬協會畜牧犬類的牧羊犬。